# Kirchenburg Thalheim
Die Kirchenburg Thalheim (rumänisch Biserica fortificată din Daia) befindet sich im siebenbürgischen Daia (Thalheim) im Harbachtal. 

## Baugeschichte
Der Bau  entstand Ende des 13. Jahrhunderts. Der Chor war ursprünglich quadratisch mit anschließender Apsis. Um 1500 wurde der Chor polygonal umgebaut, die Seitenschiffe erhielten größere Spitzbogenfenster, und der Bau wurde durch Strebepfeiler stabilisiert. Im 16. Jahrhundert wurde auch der frühere Westeingang zugemauert, sodass die Kirche heute von Süden betreten wird. Die Wehrmauer wurde wohl schon im 14. Jahrhundert errichtet. Das Gewölbe über dem Mittelschiff stammt von 1788.

## Kirche
Die turmlose Kirche, eine Basilika mit vierjochigem Langhaus und Rundbogenarkaden zu den Seitenschiffen, ist gut erhalten. Eine barocke Empore umgibt den Innenraum auf drei Seiten. Die Kanzel mit reichgeschnitztem Schalldeckel stammt von 1796. Der Altar von 1727 stammt von Martin Stock und stellt die Kreuzigung Christi dar. Die Orgel auf der Westempore stammt von Johannes Hahn von 1800. Das Gewölbe über dem Mittelschiff hat stukkierte Kreuzrippen auf Gurtbögen, denen an den Seiten Pilaster entsprechen. Die Kirchengemeinde gehört zum Gemeindeverband Hermannstadt.

## Bering
Von der ovalen Wehrmauer haben sich die unteren Mauerteile erhalten. Der südliche Wehrturm mit tonnengewölbtem Erdgeschoss dient heute als Glockenturm. Daneben befand sich die bereits 1525 erwähnte Dorfschule.